# Pointe-Sauvage
Pointe-Sauvage,,,, parfois appelé Indian Point,,, est un village de la Péninsule acadienne, dans le comté de Gloucester, au nord-est de la province canadienne du Nouveau-Brunswick. Le village a le statut de DSL sous le nom légal de Pointe-Sauvage (Indian Point). Dans le cadre de la réforme de la gouvernance locale du 1er janvier 2023, le DSL a été annexé à la ville de Shippagan.

## Géographie

Carte topographique de Pointe-Sauvage et des environs.

Pointe-Sauvage est généralement considérée comme faisant partie de l'Acadie.

### Géologie
Le sous-sol de Pointe-Sauvage est composé principalement de roches sédimentaires du groupe de Pictou datant du Pennsylvanien (entre 300 et 311 millions d'années).

## Histoire
Pointe-Sauvage est situé dans le territoire historique des Micmacs, plus précisément dans le district de Sigenigteoag, qui comprend l'actuel côte Est du Nouveau-Brunswick, jusqu'à la baie de Fundy. Selon William Francis Ganong, le site est susceptible d'avoir accueilli un campement.
Selon ce que rapporte Donat Robichaud, la région est visitée par des pêcheurs Normands et Bretons dès la fin du XIIIe siècle. Les Bretons sont en fait bien établis avant 1536. Les Basques chassent la baleine en Europe à partir du XIIe siècle ou plus tôt mais, à la suite de l'effondrement de la population de ces cétacés, commencent à les chasser au sud du Labrador au XVIe siècle, en plus de pêcher la morue. Ces pêcheurs viennent surtout du Pays basque espagnol mais ceux du Pays basque français deviennent de plus en plus nombreux. Ils sont déjà bien installés vers 1540. Contrairement à une idée répandue, ils n'ont pas chassés la baleine de plus en plus loin jusqu'à atteindre l'Amérique mais s'y sont rendus directement. Vers 1632, les pêcheurs de morue basques se déplacent dans des endroits plus reculés, dont Caraquet, Paspébiac et Shippagan, notamment pour éviter les attaques des Inuits et des pirates anglais ou danois, mais aussi à cause de la baisse de la population de baleine et de l'ouverture de la pêche au Svalbard. La pêche basque dans la région dure sans encombre jusque vers la fin du XVIIe siècle.
Le 17 août 1693, le Conseil souverain donne la concession de Pokemouche à Philippe Hesnault, de Nipisiguit, lui ajoutant trois lieues de largeur de chaque côté de la vallée, pour un total de huit lieues par quatre, un territoire qui inclut le site de Pointe-Sauvage. Michel Degrez, qui possédait auparavant la seigneurie, devait 200 livres à Hesnault, ce qui explique probablement cette décision. Hesnault ne s'établit pas sur les lieux et d'autres marchands en profitent pour chasser sur ses terres. Il porte plainte au Conseil et obtient gain de cause le 30 août 1705 contre le directeur général de la Compagnie de Mont-Louis, Jean de Clarmont. On ne sait pas avec précision ce qui est arrivé au fief de Pokemouche après la mort d'Hesnault.

## Chronologie municipale
1786 : la paroisse d'Alnwick est érigée dans le comté de Northumberland
.
1814 : la paroisse de Saumarez est créée à partir de portions de la paroisse d'Alnwick et d'un territoire non organisé.
1826 : le comté de Gloucester est créé à partir des paroisses de Saumarez et de Beresford, du comté de Northumberland.
1831 : la paroisse de Caraquet est créée à partir d'une portion de la paroisse de Saumarez.
1851 : la paroisse de Shippagan est créée à partir d'une portion de la paroisse de Caraquet.
1851 : la paroisse d'Inkerman est créée à partir de portions des paroisses de Caraquet et de Shippagan.
1867 : Confédération canadienne.
Années 1870 : le comté de Gloucester est constitué en municipalité.
1947 : Shippagan est constitué en municipalité dans le territoire de la paroisse.
1958 : le village de Shippagan obtient le statut de ville.
1966 : la municipalité du comté de Gloucester est dissoute. La paroisse de Shippagan devient un District de services locaux. Des portions de la paroisse sont détachées pour former le village de Lamèque ainsi que les DSL de Le Goulet, de Sainte-Marie-sur-Mer et de Saint-Raphaël-sur-Mer.
1968 : le DSL de Pointe-Brûlée est créé à partir d'une portion de la paroisse de Shippagan.
1974 : le DSL de Pointe-Sauvage est créé à partir d'une portion de la paroisse de Shippagan.

## Démographie
(août 2016).
D'après le recensement de Statistique Canada, il y avait 112 habitants en 2006, comparativement à 123 en 2001, soit une baisse de 8,9 %. Il y a 39 logements privés, dont 38 occupés par des résidents habituels. Le village a une superficie de 2,18 km2 et une densité de population de 51,5 habitants au kilomètre carré.

## Économie
La pêche est importante dans l'économie régionale. De nombreux habitants travaillent à Shippagan, qui possède des commerces, un parc industriel et des services publics. Entreprise Péninsule, un organisme basé à Tracadie-Sheila faisant partie du réseau Entreprise, a la responsabilité du développement économique de la région.

## Administration

### Comité consultatif
En tant que district de services locaux, Pointe-Sauvage est en théorie administré directement par le Ministère des Gouvernements locaux du Nouveau-Brunswick, secondé par un comité consultatif élu composé de cinq membres dont un président. Il n'y a actuellement aucun comité consultatif.

### Commission de services régionaux
Pointe-Sauvage fait partie de la Région 4, une commission de services régionaux (CSR) devant commencer officiellement ses activités le 1er janvier 2013. Contrairement aux municipalités, les DSL sont représentés au conseil par un nombre de représentants proportionnel à leur population et leur assiette fiscale. Ces représentants sont élus par les présidents des DSL mais sont nommés par le gouvernement s'il n'y a pas assez de présidents en fonction. Les services obligatoirement offerts par les CSR sont l'aménagement régional, l'aménagement local dans le cas des DSL, la gestion des déchets solides, la planification des mesures d'urgence ainsi que la collaboration en matière de services de police, la planification et le partage des coûts des infrastructures régionales de sport, de loisirs et de culture; d'autres services pourraient s'ajouter à cette liste.

### Représentation
Nouveau-Brunswick: Pointe-Sauvage fait partie de la circonscription de Lamèque-Shippagan-Miscou, qui est représentée à l'Assemblée législative du Nouveau-Brunswick par Wilfred Roussel, du Parti libéral. Il fut élu en 2014.
 Canada: Pointe-Sauvage fait partie de la circonscription fédérale d'Acadie-Bathurst. Cette circonscription est représentée à la Chambre des communes du Canada par Yvon Godin, du NPD. Il fut élu lors de l'élection de 1997 contre le député sortant Doug Young, en raison du mécontentement provoqué par une réforme du régime d’assurance-emploi.

### Regroupement
Dans la foulée du projet une péninsule une ville des années 1990, un projet de regroupement municipal plus modeste, centré autour de Shippagan, est lancé en 2012. Les premières consultations publiques ont lieu en mars 2016 et un plébiscite doit avoir lieu le 14 novembre suivant.

## Infrastructures et services

### Éducation
Les élèves francophones bénéficient d'écoles à Shippagan. La ville de Shippagan possède également le CCNB-Péninsule acadienne et un campus de l'Université de Moncton.
Les anglophones bénéficient d'une école à Brantville accueillant les élèves de la maternelle à la huitième année. Ils doivent ensuite poursuivre leurs études à Miramichi. Les établissements d'enseignement supérieurs anglophones les plus proches sont à Fredericton ou Miramichi.
Il y a une bibliothèque publique à Shippagan.

### Autres services publics
La population est en grande partie dépendante de localités voisines, notamment Shippagan, pour les loisirs et les services. Le détachement de la Gendarmerie royale du Canada le plus proche est d'ailleurs situé à Shippagan. Cette ville dispose d'un poste d'Ambulance Nouveau-Brunswick alors que l'hôpital le plus est l'hôpital de Lamèque.
Existant depuis le 20 juillet 1995, la Commission de gestion des déchets solides de la Péninsule acadienne (COGEDES) a son siège-social à Caraquet. Les déchets sont transférés au centre de transbordement de Tracadie-Sheila et les matières non-recyclables sont ensuite enfouies à Allardville.
Les francophones bénéficient du quotidien L'Acadie nouvelle, publié à Caraquet, ainsi que de l'hebdomadaire L'Étoile, de Dieppe. Les anglophones bénéficient quant à eux du quotidien Telegraph-Journal, publié à Saint-Jean.

## Culture
Pointe-Sauvage est mentionné dans le recueil de poésie La terre tressée, de Claude Le Bouthillier.